# 阿納尼伊夫

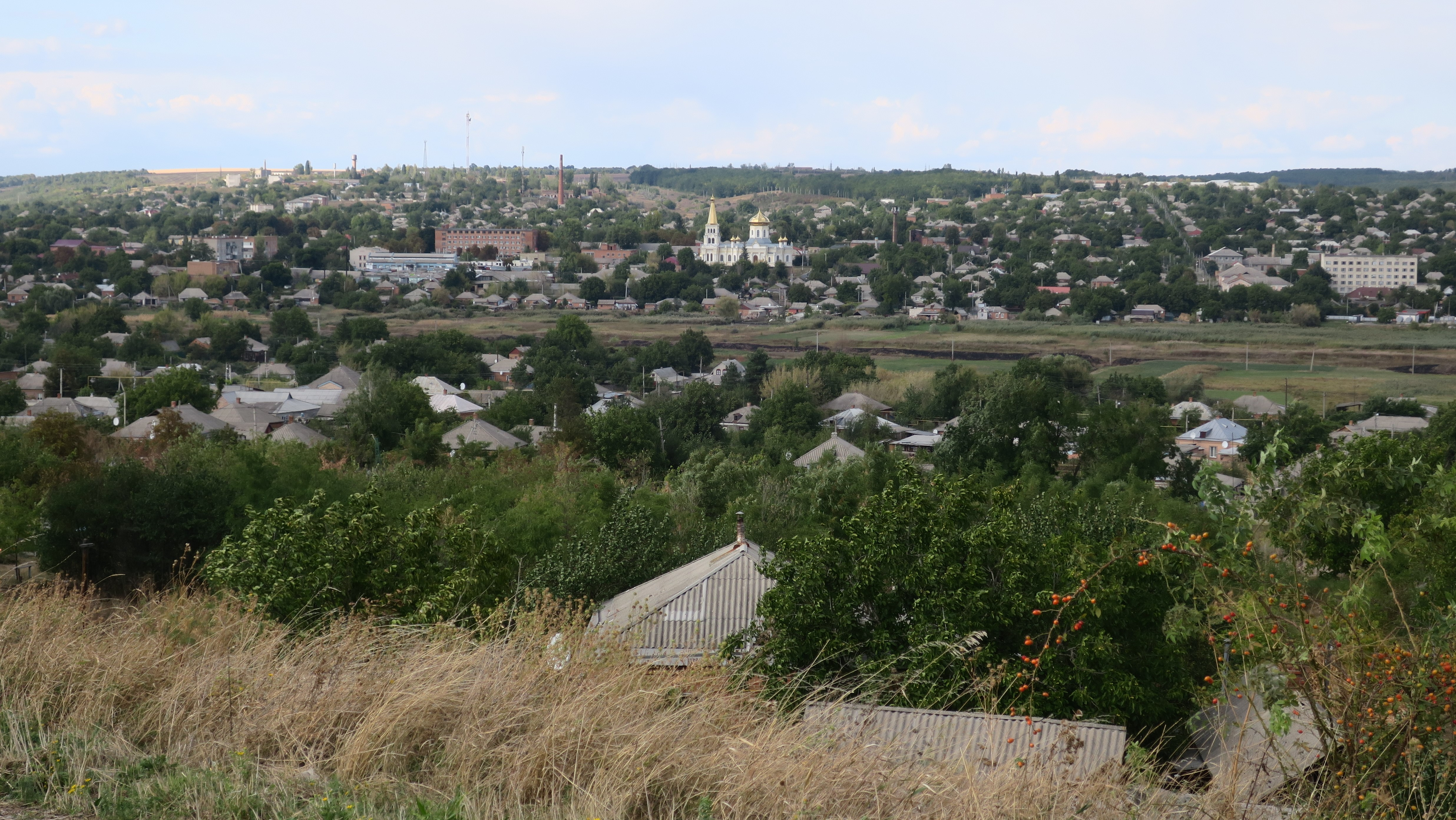
阿納尼伊夫全景图

阿納尼伊夫（羅馬化：Ananiv），又按俄语名译为阿纳尼耶夫，是位於烏克蘭西南部敖德萨州的城市，由波迪利斯克区的阿納尼伊夫市鎮管轄。該市位於烏克蘭南部蒂利胡爾河畔，距離州府敖德薩151公里，始建於1753年，面積5.12平方公里，2022年人口7,626人。